# Incontrolable
Az Incontrolable a spanyol Ska-P ska-punk zenekar koncertfelvétele. 2004-ben jelent meg. Svájcban, Franciaországban és Olaszországban vették fel élő koncerteken.

## Számok
1. "Estampida"
2. "Gato Lopez"
3. "Niño Soldado"
4. "Planeta Eskoria"
5. "Mestizaje"
6. "Intifada"
7. "Vals Del Obrero"
8. "Mis Colegas"
9. "Vergüenza"
10. "Solamente Per Pensare"
11. "Romero El Madero"
12. "Welcome To Hell"
13. "A La Mierda"
14. "Kasposos"
15. "Paramilitar"
16. "Cannabis"

## Külső hivatkozások
- Ska-P hivatalos weblapja